# 史密斯菲爾德 (紐約州)
史密斯菲爾德（英語：Smithfield）是一個位於美國紐約州麥迪遜縣的鎮。

## 人口
根據2020年美國人口普查的數據，史密斯菲爾德的面積為63.52平方千米，當中陸地面積為63.30平方千米，而水域面積為0.22平方千米。當地共有人口1127人，而人口密度為每平方千米18人。